# Asahikawa
La ciudad de Asahikawa (旭川市 Asahikawa-shi?) es una ciudad localizada en la subprefectura de Kamikawa, Hokkaidō, Japón. La ciudad es la capital de la subprefectura y la segunda ciudad más grande de la isla, después de Sapporo. Es una ciudad-núcleo desde el 1 de abril de 2008. Tiene un área total de 747,6 km² y una población de 356.203 personas.
Fue fundada el 1 de agosto de 1922. La ciudad es conocida por ser un destino gastronómico en Japón, al existir innumerables restaurantes de varias clases.

## Historia

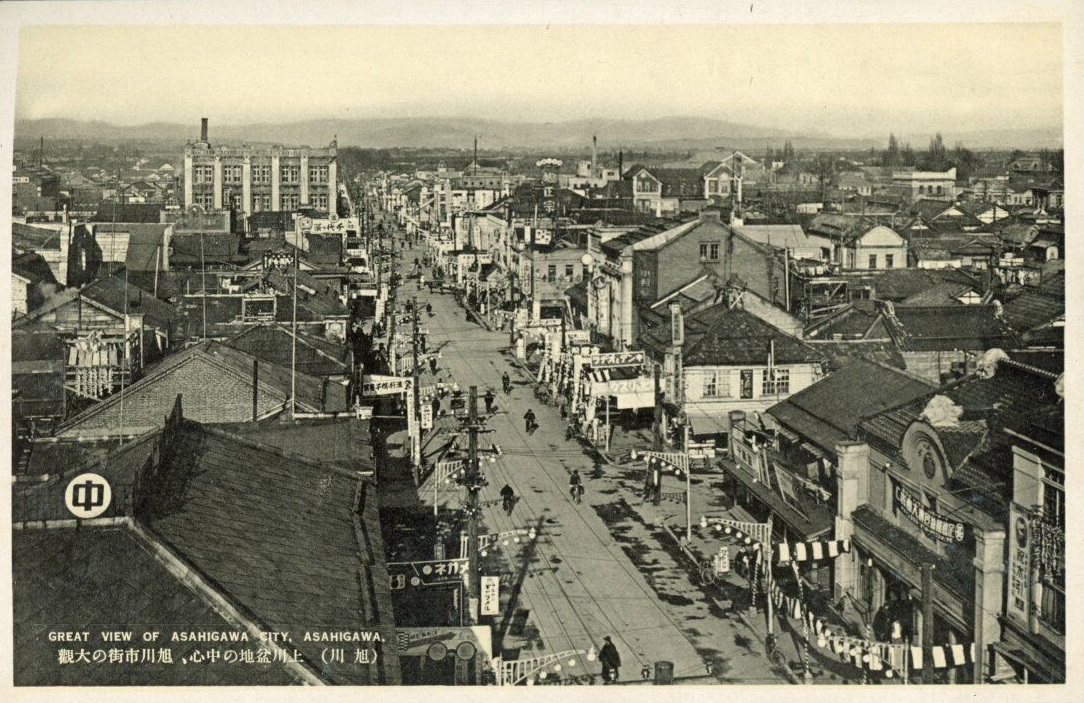
Vista de Asahikawa alrededor de 1920

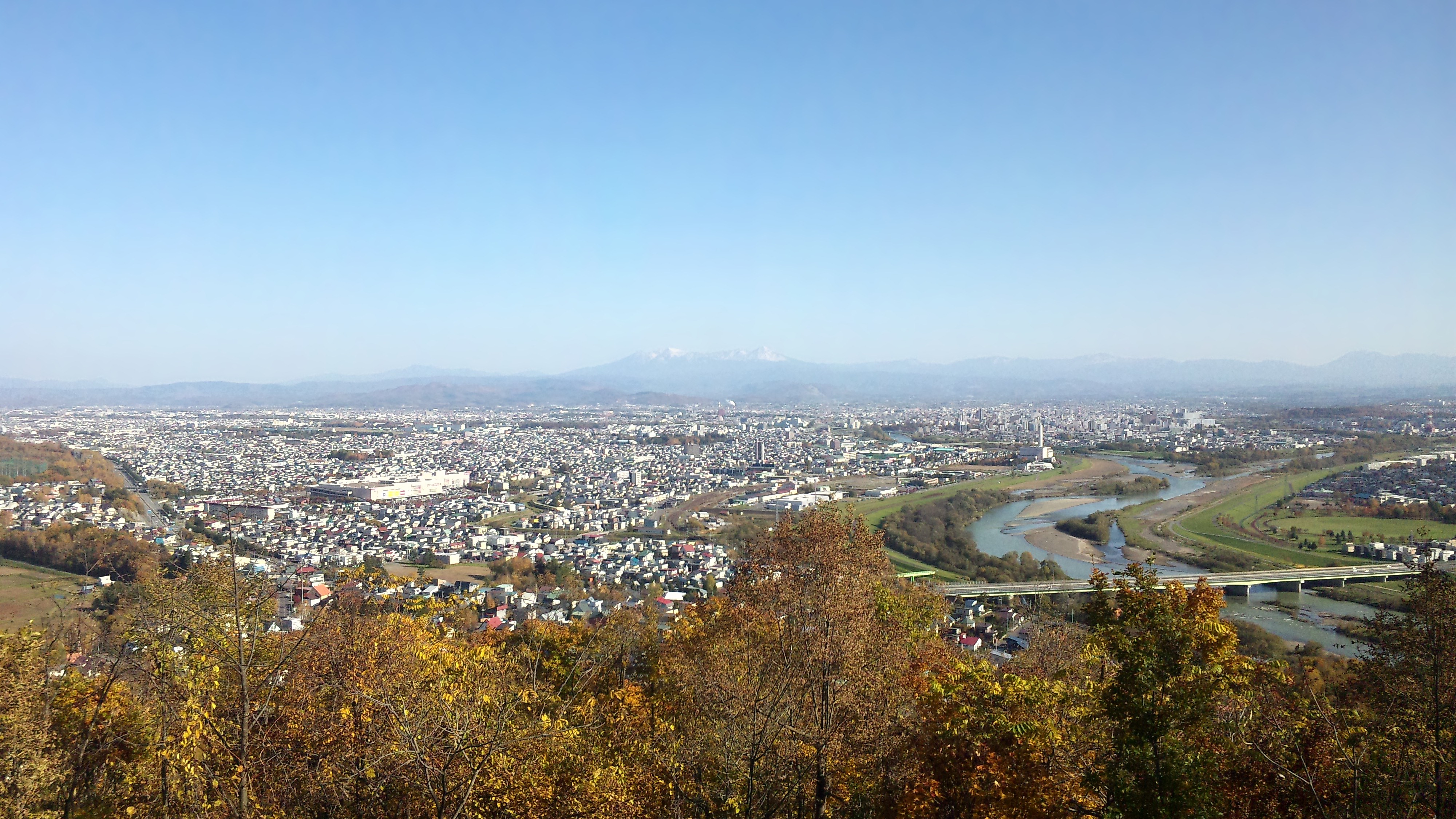
Una vista panorámica de Asahikawa desde el monte Arashiyama, 2016

Los ainú llamaron al río Asahi Chiu Petsu, que significa "río de olas", pero fue malinterpretado como Chup Petsu, que significa "río del sol" y de ahí tomó su nombre actual:  Asahi = Sol de la mañana, Kawa = Río.
En 1890 Asahikawa es constituida una villa, en 1900 es ascendido a pueblo, en 1914 a barrio (ku), y en 1922 Asahikawa se convierte en ciudad. Desde entonces la ciudad se ha fusionado con otras localidades como la villa de Kamui y Etanbetsu (1955), el pueblo de Nagayama (1961), el pueblo de Higashi-Asahikawa (1963), el pueblo de Kagura (1968) y el pueblo de Higashi-Takasu (1971). Finalmente en el 2000 la ciudad es ascendida a ciudad núcleo.

## Clima
| Parámetros climáticos promedio de Asahikawa, Japón | Parámetros climáticos promedio de Asahikawa, Japón | Parámetros climáticos promedio de Asahikawa, Japón | Parámetros climáticos promedio de Asahikawa, Japón | Parámetros climáticos promedio de Asahikawa, Japón | Parámetros climáticos promedio de Asahikawa, Japón | Parámetros climáticos promedio de Asahikawa, Japón | Parámetros climáticos promedio de Asahikawa, Japón | Parámetros climáticos promedio de Asahikawa, Japón | Parámetros climáticos promedio de Asahikawa, Japón | Parámetros climáticos promedio de Asahikawa, Japón | Parámetros climáticos promedio de Asahikawa, Japón | Parámetros climáticos promedio de Asahikawa, Japón | Parámetros climáticos promedio de Asahikawa, Japón |
| Mes                                                | Ene.                                               | Feb.                                               | Mar.                                               | Abr.                                               | May.                                               | Jun.                                               | Jul.                                               | Ago.                                               | Sep.                                               | Oct.                                               | Nov.                                               | Dic.                                               | Anual                                              |
| -------------------------------------------------- | -------------------------------------------------- | -------------------------------------------------- | -------------------------------------------------- | -------------------------------------------------- | -------------------------------------------------- | -------------------------------------------------- | -------------------------------------------------- | -------------------------------------------------- | -------------------------------------------------- | -------------------------------------------------- | -------------------------------------------------- | -------------------------------------------------- | -------------------------------------------------- |
| Temp. máx. abs. (°C)                               | 11.7                                               | 12.2                                               | 18.8                                               | 29.6                                               | 34.3                                               | 35.9                                               | 37.6                                               | 37.9                                               | 33.3                                               | 25.9                                               | 22.0                                               | 14.7                                               | 37.9                                               |
| Temp. máx. media (°C)                              | −3.3                                               | -1.7                                               | 3.0                                                | 11.2                                               | 18.8                                               | 22.8                                               | 26.2                                               | 26.6                                               | 21.9                                               | 14.9                                               | 6.2                                                | -0.8                                               | 12.2                                               |
| Temp. media (°C)                                   | -7.0                                               | −6.0                                               | -1.4                                               | 5.6                                                | 12.3                                               | 17.0                                               | 20.7                                               | 21.2                                               | 16.4                                               | 9.4                                                | 2.3                                                | −4.2                                               | 7.2                                                |
| Temp. mín. media (°C)                              | −11.7                                              | −11.8                                              | −6.1                                               | 0.2                                                | 6.1                                                | 12.0                                               | 16.4                                               | 16.9                                               | 11.7                                               | 4.4                                                | -1.5                                               | −8.0                                               | 2.4                                                |
| Temp. mín. abs. (°C)                               | -41.0                                              | -38.3                                              | -34.1                                              | -19.0                                              | -7.1                                               | -1.2                                               | 1.0                                                | 2.4                                                | -1.8                                               | -8.0                                               | -25.0                                              | -30.0                                              | -41.0                                              |
| Precipitación total (mm)                           | 66.9                                               | 54.7                                               | 55.0                                               | 48.5                                               | 66.6                                               | 71.4                                               | 129.5                                              | 152.9                                              | 136.3                                              | 105.8                                              | 114.5                                              | 102.4                                              | 1104.4                                             |
| Nevadas (cm)                                       | 125                                                | 97                                                 | 80                                                 | 15                                                 | 0                                                  | 0                                                  | 0                                                  | 0                                                  | 0                                                  | 2                                                  | 82                                                 | 158                                                | 559                                                |
| Días de lluvias (≥ 1 mm)                           | 17.1                                               | 14.2                                               | 13.3                                               | 10.0                                               | 9.8                                                | 8.6                                                | 10.4                                               | 10.5                                               | 12.0                                               | 14.2                                               | 18.2                                               | 21.1                                               | 159.4                                              |
| Días de nevadas (≥ 1 mm)                           | 22.7                                               | 19.9                                               | 17.9                                               | 4.6                                                | 0.1                                                | 0.0                                                | 0.0                                                | 0.0                                                | 0.0                                                | 0.5                                                | 11.2                                               | 23.3                                               | 100.2                                              |
| Horas de sol                                       | 75.3                                               | 96.1                                               | 141.3                                              | 169.5                                              | 197.4                                              | 176.5                                              | 159.8                                              | 154.6                                              | 144.7                                              | 125.9                                              | 67.3                                               | 58.1                                               | 1566.5                                             |
| Humedad relativa (%)                               | 82                                                 | 78                                                 | 73                                                 | 66                                                 | 67                                                 | 73                                                 | 77                                                 | 79                                                 | 79                                                 | 79                                                 | 80                                                 | 83                                                 | 76                                                 |
| Fuente:                                            |                                                    |                                                    |                                                    |                                                    |                                                    |                                                    |                                                    |                                                    |                                                    |                                                    |                                                    |                                                    |                                                    |

## Especialidades
- Ramen de Asahikawa
- Dulces
- Muebles
- Sake (Otokoyama, Takasago, Taisetsunokura)
- Cerveza Taisetsu-ji
- Barbacoa de cordero de Asahikawa
- Artesanía de alfarería y madera